# Polens Davis Cup-lag
Polens Davis Cup-lag styrs av polska tennisförbundet och representerar Polen i tennisturneringen Davis Cup, tidigare International Lawn Tennis Challenge. Polen debuterade i sammanhanget 1925. Laget har spelat fyra semifinaler i Europazonen.